# Tatsuya Shimizu
Tatsuya Shimizu (清水達也 Shimizu Tatsuya?) compositor y arreglista, hizo su primer debut en Bemani con beatmania IIDX 10th style. Poco después se volvió director de audio de Beatmania IIDX y mantuvo su puesto hasta beatmania IIDX 13 DistorteD. Tatsuya dejó Konami en el 2007 debido a problemas de salud, pero regresó poco después en 2010 como artista de comisión.
Fuera de Bemani, Tatsuya ha escrito varias canciones para varias series de animes y videojuegos. También fundó su propia etiqueta después de dejar Konami con el nombre de Tatsh Music Circle. Por último, también produjo varias canciones para juegos como CROSS×BEATS, de CAPCOM, producido por Naoki Maeda, otro exempleado local, o como Groove Coaster, que fue creado por Taito.

## Música principal
La siguiente lista muestra las canciones que fueron creadas por el mismo autor y también con los artistas que trabajó para su elaboración:

### Bemani series
- beatmania IIDX
  - PLATONIC-XXX
  - CARRY ON NIGHT (English version)
  - Don't be afraid myself
  - GENOCIDE
  - RED ZONE
  - Sphere
  - Love Again...
  - Scripted Connection⇒
  - Twelfth Style
  - Under the Sky
  - Xepher
  - 月光
  - 冥
  - Scripted Connection⇒long mix
  - タシカナモノ
  - D.C.Fish
  - DEEP ROAR
  - Double ♡♡ Loving Heart
  - OVER DRIVE
  - The Dirty of Loudness
  - Zenius -I- vanisher
  - 華蝶風雪
  - Bleeding Luv 〜Immorality act〜
  - ANTHEM LANDING
  - reunion
  - 24th Century BOY
  - Change the World
  - SHADE
  - Trust -MATERIAL ver- (IIDX Edition)
  - The Limbo
  - Light and Cyber...
  - SYNC-ANTHEM
  - 仮想空間の旅人たち
- Pop'n music
  - 桃源絵巻
  - 麻雀格闘倶楽部特別接続曲
  - 旅立ちの唄
  - BREAK THROUGH THE DREAM
  - スイーツ・ドリーム
- Dance Dance Revolution
  - Trust -Dance Dance Revolution mix-
  - Uranus
  - Lesson by DJ
- GUITARFREAKS & DrumMania
  - Venus
  - 流星☆JUMP!
  - Like&Love
- jubeat
  - HEAVENLY MOON
  - 蒼天
- REFLEC BEAT
  - 透明なエモーション
  - キラキラ☆ステーション
  - IMAGE -MATERIAL-
  - Wizard